# Susan Orlean
Susan Orlean (Cleveland, Ohio; 31 de octubre de 1955) es una periodista y escritora estadounidense. Trabaja para la revista The New Yorker desde 1982 y ha publicado artículos en Vogue, Rolling Stone, Esquire y Outside. Ha escrito también algunos libros, entre los que se destaca la novela El ladrón de orquídeas, que relata la vida de John Laroche, cultivador y recolector de orquídeas del estado de Florida (EE. UU.). Dicho libro fue la base del guion de Charlie Kaufman para la película Adaptation, de 2002, en la cual Orlean es interpretada por Meryl Streep.

## Biografía
Nació en Cleveland, Ohio, hija de Edith, de origen húngaro, y del abogado y hombre de negocios Arthur Orlean (1915-2007), de raíces polacas. Tiene una hermana, Debra, y un hermano, David, y su familia es judía. Se graduó en la Universidad de Míchigan, donde estudió Literatura e Historia. Después se trasladó a Portland, Oregón, pensando estudiar allí Derecho, pero finalmente se consagró al periodismo. Se casó con el abogado Peter Sistrom en 1983 y se divorciaron tras 16 años de matrimonio. Después conoció al autor y empresario John Gillespie, con quien contrajo matrimonio en 2001; dio a luz a un hijo, Austin, en 2004. También es madrastra de un hijo anterior de John, Jay Gillespie.
Publicó historias en Rolling Stone, Esquire, Vogue y Outside. En 1982, se trasladó a Boston y trabajó en el Boston Phoenix; más tarde fue colaboradora habitual del Boston Globe Sunday Magazine. Su primer libro, Sábado por la noche, fue publicado en 1990. Poco después se trasladó a Nueva York y comenzó a escribir para New Yorker en 1992.
Es autora de El ladrón de orquídeas, que perfila al personaje del floricultor de Florida y coleccionista John Laroche. El libro sirvió de fundamento a la premiada película de Spike Jonze Adaptation, estrenada en 2002. Un artículo suyo sobre un grupo de jovencitas surfistas en Maui inspiró la película Blue Crush.
Recopiló sus relatos en dos colecciones: The Bullfighter Checks Her Makeup: My Encounters with Extraordinary People (2001) y My Kind of Place: Travel Stories from a Woman Who's Been Everywhere (2004). También editó una colección de grandes ensayos de Estados Unidos (2005) y otra con los "mejores libros de viajes" (2007). Escribió asimismo un libro sobre el perro actor Rintintín. Le concedieron un doctorado honorario de la Universidad de Míchigan en la ceremonia de graduación de primavera en 2012 y una beca Guggenheim en 2014.